# هاندة قادر
كانت هاندة قادر مومس تركية وناشطة سياسية. كانت معروفة من قِبل العديد من الأتراك كممثلة للحركات الاجتماعية للمثليين بعد تصويرها في طليعة المقاومة ضد قوات الشرطة قمع فخر مثليين الموقف الإيجابي ضد التمييز والعنف ضد الأشخاص المثليين والمثليات ومزدوجي الميول الجنسي والمتحولين جنسيًا (الإل جي بي تي) في عام 2015 في إسطنبول. في أغسطس 2016، أُبلغ عن فقدانها من قبل زميلتها داود دينجيلر عندما لم تعد إلى المنزل في الأسبوع التالي.  تم العثور على جثتها، قد تم اغتصابها وتشويهها وحرقها  على جانب الطريق في سوق زكريا يوي في 12 أغسطس 2016.  على الرغم من تشويه سماتها الجثمانية، تم التعرف على جثة قادر من قبل الأطراف الاصطناعية في مشرحة المدينة من قبل دينجلر. 
كانت تعمل في صناعة الجنس كعاملة في مجال الجنس، وشوهدت للمرة الأخيرة في سيارة العميل.   كانت تبلغ من العمر 23 عامًا عند وفاتها.  لم يتم بعد تصريح السبب الرسمي للوفاة. وتشير التقارير إلى أن جثتها أضرمت فيها النيران بعد الموت، وربما لتجنب التعرف على الجاني (الجناة). 
بعد وفاتها، كان هناك غضب شعبي واحتجاجات ضد سوء معاملة مثليين الجنس في المجتمع التركي.    
جامعة البسفور والحركات الاجتماعية للمثليين ودراسات نادي الطلاب عن زمالة أعلنوا تكريمًا لـ هاندة قادر والتي ستُمنح لطالب قريب منها في الجامعة بدءًا من العام الدراسي 2018-2017.  ومع ذلك، أعلن مكتب الرئيس في وقت لاحق أن الزمالة لم تكن في حدود معرفتهم وأعاد نفقات التبرعات.